# 네오지기테스과
네오지기테스과(Neozygitaceae)는 곤충곰팡이문에 속하는 접합균류과의 하나이다. 2개 속으로 이루어져 있다.

## 하위 속
- Apterivorax
- 네오지기테스속 (Neozygites)